# 尼可斯·卡赞扎基斯博物馆

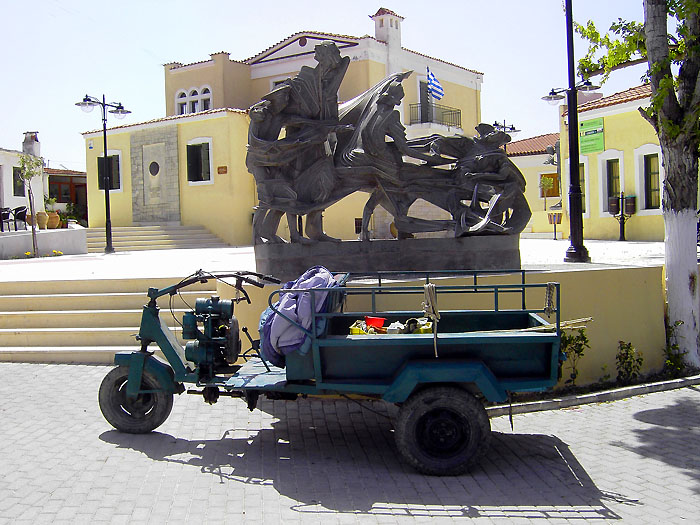
博物馆外观

尼可斯·卡赞扎基斯博物馆（英语：Nikos Kazantzakis Museum）是希腊克里特岛的一座博物馆，位于伊拉克利翁城以南20公里的Myrtia村，展品内容是关于著名作家尼可斯·卡赞扎基斯的生平和作品。